# RAM・03
RAM・03 は、RAMレーシングが1985年のF1世界選手権に投入したフォーミュラ1カー。RAM・03はマンフレッド・ヴィンケルホックがドライブした最後のF1マシンであった。1986年には活躍の場をF3000に変えて登場した。RAM・03はF1世界選手権でポイントを挙げることはできなかった。最高成績は9位。

## 背景
RAMレーシングはマイク・ラルフとジョン・マクドナルドによって1960年代後半に設立されたが、1976年から80年にかけてカスタマーチームとしてF1世界選手権に参戦した。1981年からRAMは独自のシャシーを用いることになる。最初の2年はマーチ・グランプリに車両の開発を委託したが、これはRAMとロビン・ハードが設立し、開発した車両はマーチを名乗ったものの、かつてのマーチ・エンジニアリングとは直接の関係は無かった。1982年にRAMはマーチ・グランプリと袂を分かったが、車両はマーチの名を継続して使用した。1983年からRAMは独自に開発した車両を用いるようになる。RAM・マーチ01はマーチが開発した設計図を元にRAMが製作した車両であり、自然吸気のコスワースエンジンを搭載した。1984年にはイギリスのエンジンビルダーであるブライアン・ハートのターボエンジンを獲得した。
1985年シーズン、チームはアメリカのタバコ会社、ユナイテッド・ステーツ・タバコ・カンパニーがスポンサーとなり、車体は白と濃緑色のカラーリングに同社のブランド、スコール・バンディットのロゴが描かれた。チームは以前に比べてより多くの財政支援を受けた。予算に余裕ができたことで、チームは実績を持つデザイナーに以前の車の欠点を改善した新車を開発させられるようになった。RAM・03の開発にはグスタフ・ブルナーが関わるようになったが、希望を満たすことはできなかった。問題の多いターボエンジンと、シーズン中盤で枯渇した予算のため、チームは成功からは見放された。

## 開発
RAM・03の開発にはブルナーを除いてアルゼンチン出身のセルジオ・リンランドとイギリス人のティム・フィーストが関わった。03はRAMの以前のモデルとの類似点は少なく、コンセプトとしてはブルナーが1983年にATSのために設計したATS・D6の開発型といった物であった。

### シャシー
ATS・D6はカーボンファイバー製強化プラスチックモノコックを持っていた。このモノコックはイギリスのラルストン・オートテックが開発した物であった。ブルナーの開発したボディは経済的な理由のために風洞テストを実行できなかった。ブルナーはかつて携わったアルファロメオでの経験を元にして設計を行った。「アルファロメオで私は風洞実験を行う機会を得た。しかし、シーズン中はあまり変化はしなかった。なぜなら全てに関して多くの資金が必要だったからだ。」彼は軽量モノコックを採用した。それは幅がエンジンブロックより狭い物であった。リアエンドはいわゆるボトルネック形状で、1983年にマクラーレン・MP4/1が初めて導入し、リアウイングに改善された空気の流れをもたらした。
サスペンションは前後共にダブルウィッシュボーンとタイロッドから成り、リアウィッシュボーンは、オイルタンクを介して接続された。

### エンジン
RAM・03は前作02同様にハート415Tターボエンジンを搭載した。ブライアン・ハートは、1980年代に入りF1でターボエンジンが急速に勢力を強める反面、1960年代から続いてきた自然吸気のコスワース DFVエンジンの採用が下火になるのに伴い、1981年には独自に4気筒ターボエンジンと2.0リッター自然吸気エンジンを開発していた。4気筒ターボの開発は主にトールマンからの資金提供によってハートが開発してきたプロジェクトだったが、1984年からハートはRAMやスピリットと言った小チームにも有償での供給を開始した。RAMは1985年シーズン、合計12基のハート製エンジンを使用した。

### 問題点
RAM・03は、経営陣とデザイナーの期待を満たさなかった。シャシーとエンジン共にシーズンを通して批判にさらされた。ブルナーの焦点は、主として出力を最適化するためにリアウイングにきれいな空気の流れを通すことであった。この目標はのため彼はシャシーのデザインと技術的な構成要素の配置に手を入れた。このアプローチは不十分な冷却につながり、問題が後に続くこととなった。元々のラジエター通風口は小さすぎた。サイドポッドは塞がれ、トランスミッション上部に唯一の小さな開口部があるだけだった。ブルナーは車両の後方の空気の流れで、この開口部から冷たい空気が十分に流入することを期待した。しかしながら、1985年2月の最初のテストドライブで既にこの概念が不適当であることが示された。外気温が冷却ポイントの範囲であるにもかかわらず、RAM・03のエンジンはオーバーヒートした。チームはこれらの問題を解消するためにサイドボックスに追加のエアベントを開口した。それはコースと外気温の状況により異なった大きさとなった。しかしこの概念は、財政状況の悪化とこれ以上の開発の機会が望めなかったことで基本的に変更することができなかった。冷却問題はシーズンを通して続いた。
エンジンデザイナーのブライアン・ハートは、ブルナーによるエンジンコンパートメントの設計が完全な状態ではなく、チームがシーズンの間苦しめられた多くのエンジン故障は不完全な装着のためであったという意見を述べた。
問題はハートエンジンの信頼性と、そのパフォーマンスだった。エンジンの仕様は異なる情報がある。ブライアン・ハートはRAMのエンジンはトールマンの物と同じレベルにあると夏に断言した。しかしグスタフ・ブルナーとジョン・マクドナルドはこれに対して数回反論している。彼らの見解によると1984年のRAMのエンジンの開発レベルは、トールマンの物と比べると約120馬力のパワーが不足していたということだった。この見解は出版物にも繰り返して掲載された。
RAMのドライバーであったマンフレッド・ヴィンケルホックの最後のインタビューの中に、エンジンの不調に対する不満を述べた物がある。「車のハンドリングは本当に良い。シャシーとタイヤは素晴らしい。エンジンが問題だ。ドロップアウトにターボのダメージ、それにパワーが無い。」ジョン・マクドナルドは振り返って語る。チームは1985年シーズン、そのポテンシャルを現すことは無かった。「私たちは絶えず忙しくエンジンを交換していた。」

## レース戦績
RAMは1985年、2台体制でシーズンに臨んだ。ドライバーはマンフレッド・ヴィンケルホックとフィリップ・アリオーを起用した。アリオーは以前もRAMでフル参戦したが、ヴィンケルホックがナンバー1ドライバーの役割を獲得した。
1985年のRAM・03が完走したのは3回のみであった。開幕戦のブラジルでヴィンケルホックが13位、アリオーが9位であった。その後ヴィンケルホックは5戦でリタイアし、アリオーは12戦でリタイアした。いずれも技術的なトラブルが原因であった。
ヴィンケルホックが8月にモスポートで行われたスポーツカーレースで事故死し、ケネス・アチソンが代役として彼の後を引き継いだ。アチソンは3戦に参加、予選を通過したのは2度で、いずれもリタイアした。チームは資金が不足し、ベルギーグランプリとヨーロッパグランプリにアリオー1台で参加した。アリオーは予選通過したが、いずれも異なるエンジントラブルが原因でリタイアとなった。シーズンの終盤2戦はヨーロッパ以外で開催されたため、チームは欠場した。チームはその後資金不足のため破産した。年間予算の大半はエンジンの修理に費やされた。

## RAM・04
1986年のF1世界選手権に参加するためにジョン・マクドナルドはオーストラリアのスポンサーの助けを借りようとした。1986年2月にブラジルのリオデジャネイロで開催されたFISA主催合同テストにRAMはわずかに改訂された03Bで参加した。ドライバーはマイク・サックウェルであった。チームは再びハートエンジンを使用したがサックウェルのラップタイムは遅遅としたものであった。オーストラリアのスポンサーはRAMから手を引いた。
フォーミュラ1への復帰に失敗したRAMは1986年をF3000で活動することとなる。シリーズに投入されたRAM・04は、RAM・03にコスワースDFVを搭載したものであった。ドライバーはシーズン序盤をジェームス・ウィーバーが務め、その後エリセオ・サラザールが起用された。両名ともポイントを獲得することはできなかった。

## F1における全成績
(key) （太字はポールポジション）
| 年     | シャシー | エンジン                  | タイヤ | No. | ドライバー       | 1   | 2   | 3   | 4   | 5   | 6   | 7   | 8   | 9   | 10  | 11  | 12  | 13  | 14  | 15  | 16  | ポイント | 順位 |
| ------ | -------- | ------------------------- | ------ | --- | ---------------- | --- | --- | --- | --- | --- | --- | --- | --- | --- | --- | --- | --- | --- | --- | --- | --- | -------- | ---- |
| 1985年 | RAM・03  | ハート 415T L4 1.5 ターボ | P      |     |                  | BRA | POR | SMR | MON | CAN | DET | FRA | GBR | GER | AUT | NED | ITA | BEL | EUR | RSA | AUS | 0        | -    |
| 1985年 | RAM・03  | ハート 415T L4 1.5 ターボ | P      | 9   | ヴィンケルホック | 13  | NC  | DNF | DNQ | DNF | DNF | 12  | DNF | DNF |     |     |     |     |     |     |     | 0        | -    |
| 1985年 | RAM・03  | ハート 415T L4 1.5 ターボ | P      | 9   | アリオー         |     |     |     |     |     |     |     |     |     | DNF | DNF | DNF | DNF | DNF |     |     | 0        | -    |
| 1985年 | RAM・03  | ハート 415T L4 1.5 ターボ | P      | 10  | アリオー         | 9   | DNF | DNF | DNQ | DNF | DNF | DNF | DNF | DNF |     |     |     |     |     |     |     | 0        | -    |
| 1985年 | RAM・03  | ハート 415T L4 1.5 ターボ | P      | 10  | アチソン         |     |     |     |     |     |     |     |     |     | DNF | DNQ | DNF |     |     |     |     | 0        | -    |

## 参照
1. ↑  David Hodges: Rennwagen von A-Z nach 1945, Motorbuch Verlag Stuttgart 1993, ISBN 3-613-01477-7, S. 165.
2. 1 2  David Hodges: A-Z of Grand Prix Cars 1906-2001, 2001 (Crowood Press), ISBN 1-86126-339-2, S. 196.
3. 1 2  Hodges: Rennwagen von A-Z nach 1945. 1994, S. 219.
4. 1 2  Motorsport aktuell. Heft 7, 1985, S. 6.
5. 1 2  Bamsey: The 1000 bhp Grand Prix Cars. 1988, S. 105.
6. ↑  Zitiert nach Motorsport aktuell. Heft 7, 1985, S. 7.
7. ↑  Dazu Hodges: Rennwagen von A-Z nach 1945. 1994, S. 185.
8. ↑  Bamsey: The 1000 bhp Grand Prix Cars. 1988, S. 93.
9. ↑  Motorsport aktuell. Heft 31, 1985, S. 8.
10. 1 2  Bamsey: The 1000 bhp Grand Prix Cars. 1988, S. 100.
11. ↑  Zum Ganzen: Bamsey: The 1000 bhp Grand Prix Cars. 1988, S. 106.
12. ↑  Motorsport aktuell. Heft 33, 1985, S. 7. Siehe auch Bamsey: The 1000 bhp Grand Prix Cars. 1988, S. 100.
13. ↑  Motorsport aktuell. Heft 33, 1985, S. 7.
14. ↑  Motorsport aktuell. Heft 20, 1985, S. 8 und Heft 35, 1985, S. 8.
15. 1 2  Motorsport aktuell. Heft 31, 1985, S. 9.
16. ↑  We were changing engines all the time. Zitiert nach Bamsey: The 1000 bhp Grand Prix Cars. 1988, S. 100.
17. ↑  Bamsey: The 1000 bhp Grand Prix Cars. 1988, S. 101.